# Отель Принсесс Мундо Империаль
Отель Принсесс Мундо Империаль (англ. Princess Mundo Imperial) — курортный отель в стиле ацтекской пирамиды в Акапулько, Герреро, Мексика, ранее известный как Fairmont Acapulco Princess и открытый в 1971 году. Он расположен на территории площадью 190 га, имеет 1011 комнат и три большие башни. На территории находятся три бассейна с пресной водой и один с солёной, два закрытых и вомемь открытых теннисных корта и поле для гольфа. В нём также проходил открытый чемпионат Мексики по теннису. Высота здания составляет 60 м.

## История
Acapulco Princess был построен американским предпринимателем Дэниелом Людвигом в 1971 году по проекту Уильяма Рудольфа и Леонидеса Гвадаррамы. Изначально на территории отеля были построены две башни, однако в 1982 была построена третья.
Отель стал последним местом жизни Говарда Хьюза, который заселился в него в феврале 1976 года. 5 апреля 1976 года его в бессознательном состоянии вынесли из отеля и погрузили на рейс до Хьюстона, США, где тот не успев долететь, скончается.
В 1998 году Canadian Pacific Hotels приобрела всю сеть Princess Hotels, а позже, в 1999 году и всю Fairmont Hotels, образовав новую компанию Fairmont Hotels & Resorts. После этого отель переименовали в Fairmont Acapulco Princes.
В 2015 года возник юридический спор между Grupo Autofin и и Fairmont Hotels, по итогу которого в марте того же года компания Grupo Autofin México купила отели Princess и Pierre Marques и отель был окончательно переименован в Princess Mundo Imperial. На данный момент отелем управляет дочерняя компания Mundo Imperial.
В октябре 2023 года отель пострадал от урагана Отис и после этого некоторое время находился на ремонте.

## Награды
По результатам премии World’s Best Awards 2013 признан лучшим семейным отелем в Мексике.